# Manuel Martínez Barrionuevo

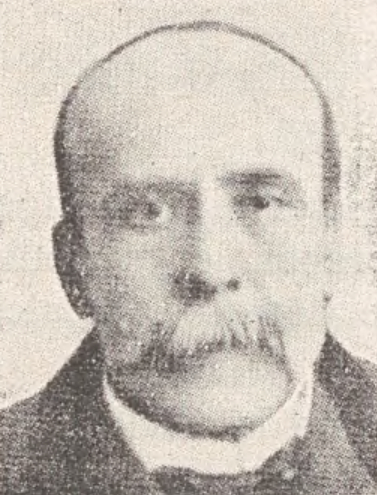
Retrato de Manuel Martínez Barrionuevo

Manuel Martínez Barrionuevo (Torrox, 23 de julio de 1857-Madrid, 5 de enero de 1917) fue un escritor y periodista español.

## Biografía
De modestísima familia, hasta los quince años fue aprendiz en distintos oficios: pastelero, ebanista, tipógrafo, herrero... Su verdadera vocación era sin embargo la literatura. Publicó sus primeros trabajos (artículos y poemas) en la prensa local de Málaga, y entró como redactor en varios diarios de vida efímera. En 1885 se trasladó a Madrid, mereciendo la protección de Gaspar Núñez de Arce, quien lo colocó en el diario El Progreso; también escribió en Bandera Liberal y Diario Mercantil. Ocho años después marchó a Barcelona. Entre 1905 y 1917 viajó por toda España, sin lograr nada más que malvivir con el producto de su pluma incansable, pues fue escritor muy fecundo. Cultivó la lírica (Rasgos y pinceladas, Málaga, 1878), el teatro (Los Carvajales, 1885; Luchar por los hijos 1894...), la narración corta (El padre eterno. Novelas españolas, 1887; Guerras pasadas: (narraciones militares), sin año, o El Decálogo, una colección de diez novelas cortas sobre cada uno de los diez mandamientos) y larga (El sepulturero de Aldoba, Málaga, 1879; Señores de Saldívar: novela española, 1887; La fiesta: novela española, 1888; Filigrana : (historia de un secuestro), Barcelona, 1893; El buque de Combate, Barcelona, 1899, 2 vols; El filón: (novela española), 1904; Fin de una raza, novela española 1906; Paca Cielos: (los humildes): novela española, 1909; El sacrilegio de sor Adoración, 1910; Almas solitarias: novela española, 1911), el libro de viajes (Andalucía: costumbres y recuerdos, Barcelona, 1890, 2 vols) y el ensayo polémico (Un libro funesto... Pequeñeces del padre Coloma, 1891); bastantes de sus narraciones están ambientadas en Andalucía y narró sus primeros años en Mi infancia (Barcelona, 1906). Poseyó un buen estilo, pero no tuvo la suerte de conocer un éxito definitivo que le consagrara. a partir de los 90 abandonó la "buena literatura"e ingresó en las filas de la novela por entregas de tendencia moral, dualista y católica, con lo que tampoco logró salir de la pobreza: murió casi en la miseria.

### Novelas
- El sepulturero de Aldoba, Málaga, 1879
- Señores de Saldívar: novela española, 1887
- La fiesta: novela española, 1888
- De pura sangre: novela española, 1891
- Juanela: novela española, 1891
- Los bienes ajenos: novela española 1891
- ¡Andaluza!: (lágrimas, vino y coplas), 1892
- Filigrana : (historia de un secuestro), Barcelona, 1893
- Juanela, 1895
- El buque de Combate, Barcelona, 1899, 2 vols
- Amapola: novela andaluza 1899
- Gente de tablas, 1900
- La generala: novela de costumbres españolas, 1900
- El filón: (novela española), 1904
- Sevilla famosa: (novela española), 1905
- Fin de una raza, novela española 1906
- En la serranía 1906
- Paca Cielos: (los humildes): novela española, 1909
- El sacrilegio de sor Adoración, 1910
- Almas solitarias: novela española, 1911
- La reina de las minas, sin año.
- La Proserpina, sin año.
- Misericordia, sin año.

### Novelas cortas
- El padre eterno. Novelas españolas, 1887
- Guerras pasadas: (narraciones militares), sin año,
- El Decálogo, una colección de diez novelas cortas sobre cada uno de los diez mandamientos: Honrar padre y madre (1888), No jurar (1888), No matar (1889), No hurtar (1890) etc.

### Teatro
- Este es mi novio (1883).
- Los Carvajales, 1885;
- A la luna de Valencia, 1887.
- Luchar por los hijos 1894;
- Los escuderos, 1896.
- Calvario y redención
- Lo que no muere.
- El gran escándalo
- El caso de de fer en el hostal santo

### Poesía
- Rasgos y pinceladas, Málaga, 1878

### Libros de viajes
- Andalucía: costumbres y recuerdos, Barcelona, 1890, 2 vols

### Ensayo
- Un libro funesto... Pequeñeces del padre Coloma, 1891

### Autobiografía
- Mi infancia (Barcelona, 1906).